# Alhavasi szőrössüvegűmoha
Az alhavasi szőrössüvegűmoha (Orthotrichum rogeri) Magyarországon ritka és védett epifita (fán élő) lombosmoha faj. Több európai ország vörös listájában is szerepel: Németország, Svédország, Románia (CR - súlyosan veszélyeztetett), Csehország, Svájc (VU - sebezhető).

## Jellemzői
Az Orthotrichum rogeri egy egész Európában elterjedt epifita (fákon élő) lombosmoha faj. Habár sokfelé megtalálható mégis csak kis egyedszámban fordul elő az egyes felfedezett élőhelyeken, emiatt is védett faj egész Európában. Az O. pallens fajhoz nagyon hasonlít.

### Megjelenése
1 cm magas zöld, sötétzöld színű csúcstermő (akrokarp) növényke. A levelek tompa hegyűek, nyelv alakúak. A növényen vannak hím ivarszerveket viselő hajtások és női ivarszerveket viselő hajtások is, ezeknek levelei eltérőek. A hím hajtások levelei nem vagy alig szélesednek ki az alapjuknál, a levélszél sima vagy alig visszahajló; a női hajtás levelei erősen szélesek alapjuknál és a levélszél erősen visszagöndörödő. A spóratok nagyon hosszúkás de a nyél rövid. A tok alsó felén két sorban elhelyezkedő sztómák besüllyedtek (cryptoporok) szűk nyílással, mert a környező sejtek elfedik. A tokot 8 erőteljes borda erősíti, melyek a száraz és idős toknál látszanak jól. Perisztómium kettős. A 8 külső fog sárgás vagy barnás, a belső 8 fog fonalas, felálló. A toksüveg (kaliptra) sárgás, a csúcsa barnás, csupasz teljesen csak a csúcsán lehet ritkán néhány szőr. A spórák 18-24 mikrométer átmérőjűek.

## Előfordulás
Epifita azaz fákon élő mohafaj. Lombhullató fák kérgén található meg mint: tölgy, hárs, kőris, berkenye, juhar, bodza, fűz, almafa és orgona.
Óceáni-hegyvidéki klímát kedvelő faj. Európa több országában is megtalálható, de mégis nagyon kis egyedszámban fordul elő. Magyarországon nagyon ritka. Az elmúlt időszakban sokáig nem találták meg fajt, de 2017-ben újra előkerült a Zempléni hegységből. Jelenlegi hazai vörös listás besorolása: adathiányos (DD-va).